# Sergio Bruni
(La Repubblica)
Sergio Bruni, pseudonimo di Guglielmo Chianese (Villaricca, 15 settembre 1921 – Roma, 22 giugno 2003), è stato un cantautore, chitarrista e compositore italiano.

## Biografia
Sergio Bruni, nome d'arte di Guglielmo Chianese, nacque a Villaricca, in provincia di Napoli, il 15 settembre 1921. A nove anni s'iscrisse a una scuola serale di musica e a undici diventò suonatore di clarinetto nella banda del paese, realizzando così la sua prima esperienza da musicista. Nel 1938, a diciassette anni, si trasferì con la famiglia a Napoli nel quartiere Chiaiano e cominciò a lavorare come operaio. Nel settembre del 1943, mentre si trovava a casa in licenza di convalescenza, proveniente dal novantunesimo reggimento fanteria di stanza a Torino dove cantò per la prima volta davanti ad un pubblico di militari, ebbe notizia che a Napoli la gente stava insorgendo contro le truppe tedesche e formò con una decina di giovani della sua età un gruppo di volontari.
Si procurarono delle armi e il 29 settembre, con l'aiuto di un capitano d'artiglieria, riuscirono a sminare il ponte di Chiaiano, minato dai tedeschi. Sulla via del ritorno s'imbatterono in una pattuglia tedesca e, in uno scontro a fuoco, rimase gravemente ferito alla gamba destra. Trasportato avventurosamente in ospedale su di un carretto, si salvò per miracolo. Dimesso dall'ospedale, spinto e aiutato dai suoi amici di Chiaiano, cominciò a frequentare la scuola di canto tenuta dal maestro Gaetano Lama e dal cantante Vittorio Parisi, diventandone subito il vanto.

Vittorio Parisi.

Dopo pochi mesi, il 14 maggio 1944, presentato proprio da Vittorio Parisi, esordì ufficialmente davanti al pubblico del Teatro Reale di Napoli. Ottenne un grande successo, ma il giorno dopo l'impresario rifiutò di farlo cantare per non disturbare i suoi "artisti scritturati". Il cantante, che non aveva altri lavori, visse momenti difficili e cominciò a frequentare la Galleria in cerca di qualche piccola scrittura che non arrivò quasi mai.
Ma l'anno dopo entrò nel mondo della canzone dalla porta principale, vincendo un concorso per voci nuove bandito dalla RAI. La fase finale si svolse il 21 ottobre al Teatro delle Palme di Napoli e Bruni ottenne un vero trionfo, classificandosi primo con 298 voti contro i 43 del secondo classificato. La vittoria gli fruttò un premio di 3000 lire e un contratto con Radio Napoli. Cominciò così lunghe prove di dizione e di canto sotto la guida del maestro Gino Campese, che dirigeva allora l'orchestra stabile di Radio Napoli, cantando poi in seguitissime trasmissioni radiofoniche. Lo stesso maestro Campese gli suggerì il nome d'arte Sergio Bruni per evitare confusione con un altro cantante radiofonico che si chiamava Vittorio Chianese.
Il 1948 fu per Sergio Bruni un anno cruciale per la sua vita e la sua carriera di cantante. Il 14 febbraio si sposò con Maria Cerulli, con la quale mise al mondo quattro figlie. Nello stesso anno incise per La Voce del Padrone, che restò la sua casa discografica per un ventennio, il suo primo disco. Nel 1949 interpretò la canzone Damme 'sta rosa, con parole di Giuseppe Casillo e musica del maestro Luigi Vinci, edita a Napoli dalla casa di musica Gennarelli. Sempre nel 1949, scritturato dalla Casa Editrice La Canzonetta, partecipò alla sua prima Piedigrotta, ottenendo un clamoroso successo con Vocca 'e rose e presentandovi in seguito altri numerosi motivi, come Surriento d'e nnammurate (1950), Chiesetta nella valle (1951), A rossa (1952), O rammariello (1952), A Luciana (1953), Chitarrella chitarrè (1953), Vienetenne a Positano (1955) e Piscaturella (1956).
In questi anni Sergio Bruni incominciò ad imporre il suo stile interpretativo sempre più personale e inconfondibile che gli procurò un grande consenso popolare che lo accompagnò per tutta la sua carriera. Dal 1952 partecipò a dodici Festival della canzone napoletana, portando al successo canzoni amate e cantate ancora oggi, come Sciummo (1952), O ritratto 'e Nanninella (1955), Suonno a Marechiaro (1958) e Vieneme 'nzuonno (1959). Poi, con Serenata 'e piscatore (di Nello Franzese e Rino Solimando) cantata anche da Giorgio Consolini, vince il 3º premio alla Piedigrotta-RaiTv del 1958. Si classificò primo nel 1962 con Marechiaro marechiaro e nel 1966 con Bella e avrebbe vinto anche il festival del 1960 con Serenata a Margellina, ma si ritirò clamorosamente all'ultimo momento, rifiutandosi di partecipare alla serata finale per una diatriba con Claudio Villa e gli organizzatori.
Nel 1960, al culmine della sua carriera, debuttò al Festival di Sanremo con Il mare ed È mezzanotte. Nello stesso anno incise con l'editore Acampora Sfaticatella, canzone d'amore musicata da Raffaele Vincenti, con testo di Giuseppe Casillo.

Nel 1961 prese parte al Giugno della Canzone Napoletana, posizionandosi al terzo posto.
In seguito si ritirò nella sua villa di Napoli e stipendiò per anni il suo pianista di allora, Gianni Aterrano, per concentrarsi quasi esclusivamente sul repertorio classico della canzone napoletana.
Diminuì drasticamente le esibizioni e abbandonò gradualmente tanti suoi successi. Tra le numerose canzoni antiche che interpretò, si ricordano Fenesta vascia, Lo guarracino, 'O marenariello La serenata di Pulcinella, attribuita a Cimarosa, e La rumba degli scugnizzi di Raffaele Viviani.
Sergio Bruni scrisse anche la musica di canzoni di grande successo, come Palcoscenico (1956) e Na bruna (1971). Decisiva fu la collaborazione con il poeta Salvatore Palomba: un sodalizio da cui nacquero, tra l'altro, Carmela (1976), divenuto un classico della canzone napoletana, e l'album Levate 'a maschera Pulecenella (1975), diventato nell'ottobre del 1976 anche uno spettacolo televisivo e teatrale.
Nel 1980 nacque Amaro è 'o bene, altro grande successo del duo Palomba - Bruni, incluso nel disco Una voce una città, contenente, tra l'altro, il testo di Eduardo De Filippo È asciuto pazzo 'o patrone, musicato da Bruni. Tra il 1980 ed il 1990 Bruni realizzò un'antologia della canzone napoletana con le canzoni da lui più amate, nate dal 1500 in poi, ed alcune di sua composizione. Il lavoro venne pubblicato nel 1984 in un'edizione in cofanetto con quattro dischi a 33 giri, contenenti quaranta canzoni, e un libro curato da Roberto De Simone e autoprodotto da Bruni. Nel 1991 la Casa Editrice Ferdinando Bideri ripubblicò in formato CD e MC il primo cofanetto e vi aggiunse un secondo cofanetto con oltre quaranta canzoni. Nello stesso anno Bruni realizzò uno spettacolo televisivo basato su questo lavoro discografico.
Il 5 agosto 1998 è ospite d'onore del Festival di Napoli tenutosi su Rete 4. Per l'occasione si esibisce con il brano Carmela.
Nel marzo del 2000, per motivi di salute e opportunità, lasciò la sua villa di Napoli e si trasferì a Roma, città d'abitazione di due delle sue quattro figlie. Il 15 settembre del 2001, in onore del suo ottantesimo compleanno, Villaricca organizzò un Bruni Day dedicato al suo cittadino. 

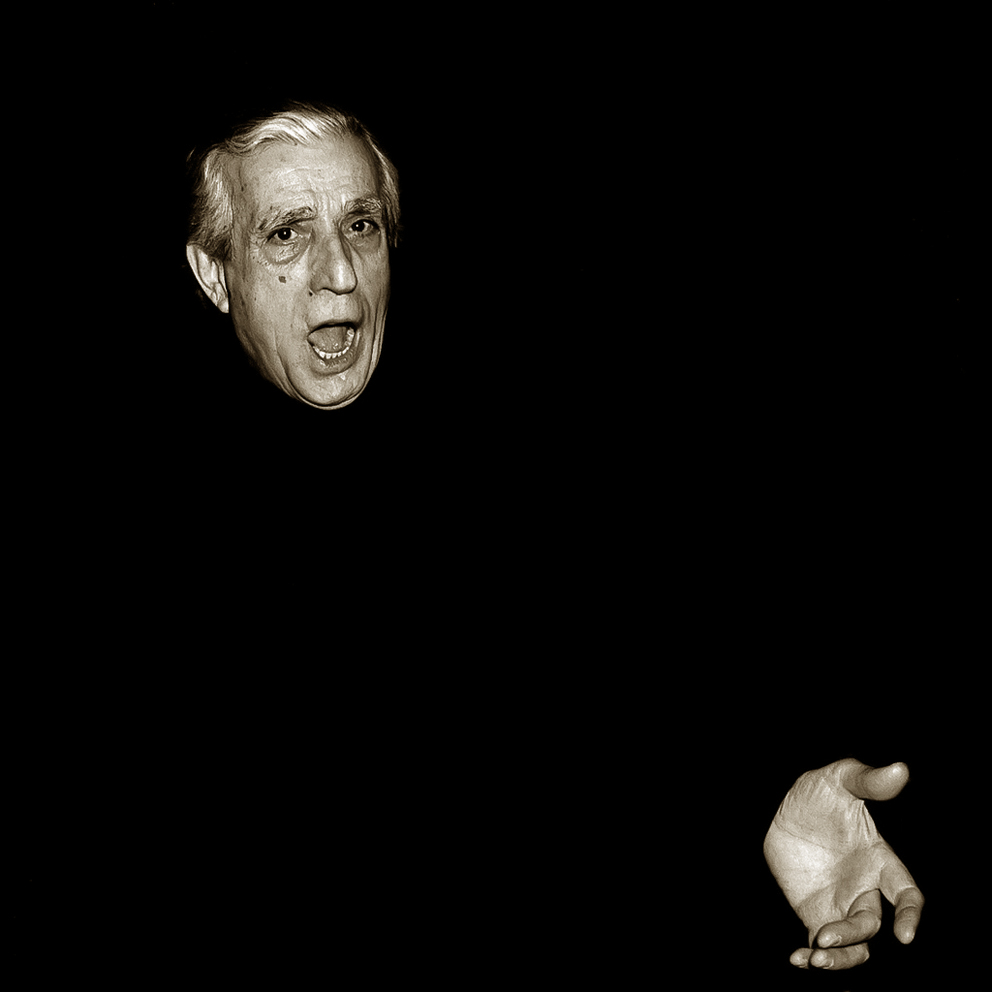
Ritratto di Sergio Bruni (1995)

Sergio Bruni si spense per una crisi respiratoria all'ospedale Santo Spirito di Roma il 22 giugno 2003.

### In memoria di Sergio Bruni
Dopo la scomparsa di Sergio Bruni, nel 2003, per mantenerne intatta la memoria, il Comune e la Pro Loco di Villaricca istituiscono il Premio Villaricca-Sergio Bruni, rivolto ai ragazzi delle scuole medie di Napoli e provincia, con l'obbiettivo di stimolare l'interesse per la lingua, la poesia e la canzone napoletana. il 4 novembre 2009 viene presentato lo spettacolo Omaggio a Sergio Bruni, manifestazione legata al Premio, ove partecipano vari artisti per commemorare la figura di Bruni. Tra i partecipanti vi sono Mario Trevi, Mirna Doris, Raiz, Mimmo Angrisano ed Adriana Bruni.
Il 15 settembre 2011, in occasione del 90º anniversario della nascita dell'artista, nel foyer del Teatro San Carlo si è svolta la manifestazione Sergio Bruni a 90 anni dalla nascita, dove è stato presentato il libro Mio padre Sergio Bruni, la voce di Napoli, scritto dalla figlia Bruna Chianese. Il 21 ottobre 2013, a dieci anni dalla sua morte, Nino D'Angelo dedica a Bruni lo spettacolo Memento / Momento al Teatro di San Carlo di Napoli.

## Discografia parziale

### Singoli
- 1954 – Scapricciatiello/Suona campana (La Voce del Padrone, HN 3364)
- 1954 – 'O maruzzaro/Bella d' 'e suonne (La Voce del Padrone, HN 3365)
- 1954 – Nustalgia 'e Napule/Gelusp d' 'e rrose (La Voce del Padrone, HN 3366)
- 1954 – Maggio napulitano/Tutto è niente!... (La Voce del Padrone, HN 3367)
- 1956 – 'A stiratrice/Faccia 'e velluto (La Voce del Padrone, HN 3693)

- 1957 – Maruzzella/T'aspetto 'e nove (La Voce del Padrone, 7 m² 1054)
- 1957 – Sciummo/Serenatella sciuè sciuè (La Voce del Padrone, 7 m² 1056)
- 1958 – Suonno a Marechiare/O Palluncino (La Voce del Padrone, HN 3903)
- 1958 – Sincerità/Giulietta e Romeo (La Voce del Padrone, HN 3909)
- 1958 – Maliziusella/Lusingame (La Voce del Padrone, 7 m² 1070)
- 1958 – Suonno a Marechiare/Vurria (La Voce del Padrone, 7 m² 1105)
- 1958 – Serenata 'e Piscatore/Vienetenne a Surriento (La Voce del Padrone, 7 m² 1157)
- 1959 – Napoli e Parigi/Addò va (La Voce del Padrone, 7 m² 1120)
- 1959 – Piove/Conoscerti (La Voce del Padrone, 7 m² 1182)
- 1959 – Giacca rossa/Ammore amaro (La Voce del Padrone, 7 m² 1193)
- 1959 – Passiuncella/Solitudine (La Voce del Padrone, 7 m² 1240)
- 1959 –  'Mbraccio a te/'Sta miss 'nciucio (La Voce del Padrone, 7 m² 1243)
- 1959 – Vieneme 'nzuonno/Sarrà...chi sa? (La Voce del Padrone, 7 m² 1244)
- 1959 – Vieneme 'nzuonno/Solitudine (La Voce del Padrone, 7 m² 1259)
- 1959 – Perzechella, Perzechè/Dimmella sta buscia (La Voce del Padrone, 7 m² 1277)
- 1959 –  'O zampugnaro 'nnammurato/Nuttata 'e sentimento (La Voce del Padrone, 7 m² 1286)
- 1959 – Mille vase/Chianu chianu (La Voce del Padrone, 7 m² 1310)
- 1959 – Si ce lassammo/Core a core cu nu raggio 'e luna (La Voce del Padrone, 7 m² 1316)
- 1959 – Marenarella/'A piante 'e rose (La Voce del Padrone, 7 m² 1317)
- 1960 – Il mare/È mezzanotte (La Voce del Padrone, 7 m² 1349)
- 1960 – Il mare/Incandescente (La Voce del Padrone, 7 m² 1350)
- 1960 – È mezzanotte/Stranamente (La Voce del Padrone, 7 m² 1351)
- 1960 – Acquarello napoletano/Il passerotto (La Voce del Padrone, 7 m² 1395)
- 1960 – Serenata a Mergellina/'A fata d' 'e suonne (La Voce del Padrone, 7 m² 1406)
- 1960 – Segretamente/Ce steva 'a luna (La Voce del Padrone, 7 m² 1407)
- 1960 – Uè uè che femmena!/Pè tutt'a vita accussì (La Voce del Padrone, 7 m² 1437)
- 1960 – Pulicenella a Napule/Dammuncella (La Voce del Padrone, 7 m² 1467)
- 1960 – Piscaturella/Buon anno...buona fortuna (La Voce del Padrone, 7 m² 1475)
- 1960 – Comme facette mammeta/La palommella (La Voce del Padrone, 7 m² 1477)
- 1960 – Comme 'o zuccaro/Dduie paravise (La Voce del Padrone, 7 m² 1478)
- 1961 – Adda' turna', di Antonio De Paolis, Cino Tortorella e Noé Frascaro
- 1961 – Carolina, dai!/Il mio domani (La Voce del Padrone, 7 m² 1528)
- 1961 – Mandolino...mandolino/Luna di carta (La Voce del Padrone, 7 m² 1529)
- 1961 – T'è pigliato 'o sole/Stelle e maschere (La Voce del Padrone, 7 m² 1599)
- 1961 – Tutt'e dduie/Si me lasse (La Voce del Padrone, 7 m² 1600)
- 1961 – Ce steva 'na vota/'O locco (La Voce del Padrone, 7 m² 1625)
- 1961 – Dint' 'a sta lacrema/Mare verde, di Antonio De Paolis e Luigi Tortorella (La Voce del Padrone, 7 m² 1626)[7]
- 1961 – Pittore celebre/Scugnizza caprese (La Voce del Padrone, 7 m² 1627)
- 1961 –  'O cappotto/Inferno (La Voce del Padrone, 7 m² 1637)
- 1961 – Settembre cu mme/Cunto 'e lampare (La Voce del Padrone, 7 m² 1640)
- 1961 – Paese mio/Napule Napule Na' (La Voce del Padrone, 7 m² 1672)
- 1962 – Tango italiano/Non mi dire (La Voce del Padrone, 7 m² 1687)
- 1962 – Gondolì gondolà/Ti penserò (La Voce del Padrone, 7 m² 1688)
- 1962 – Durmì/Tutt' 'e strade (La Voce del Padrone, 7 m² 1729)
- 1962 – Marechiaro, Marechiaro/Dimme (La Voce del Padrone, 7 m² 1730)
- 1962 – Chiove/Funtana all'ombra (La Voce del Padrone, 7 m² 1731)
- 1962 –  'O surdato 'nnammurato/Lacreme napulitane (La Voce del Padrone, 7 m² 1747)
- 1962 – Niente/D'ammore nun se more (La Voce del Padrone, 7 m² 1761)
- 1962 – Ombra 'e stu core/Mmiezz''o mare (La Voce del Padrone, 7 m² 1762)
- 1962 – Piedigrotta/Notte lucente (La Voce del Padrone, 7 m² 1763)
- 1963 – Sull'acqua/Cavalcata (La Voce del Padrone, 7 m² 1778)
- 1963 – Un cappotto rivoltato/Un letto di sabbia (La Voce del Padrone, 7 m² 1778)
- 1963 –  'E cancelle/'A varca a vela (La Voce del Padrone, 7 m² 1831
- 1963 –  'A chitarra e tu/'Na cartolina (La Voce del Padrone, 7 m² 1843)
- 1963 – Nun lassà Surriento/'Ncopp''a chitarra (La Voce del Padrone, 7 m² 1844)
- 1963 – Dint''a chiesa/Io sono e chiagno (La Voce del Padrone, 7 m² 1845)
- 1964 – Indifferentemente/'A sirena (La Voce del Padrone, 7 m² 1904)
- 1964 – Si turnata/Papilluccio e Cuncettina (La Voce del Padrone, 7 m² 1919)
- 1964 – Napule è una/Se Dio vulesse (La Voce del Padrone, 7 m² 1920)
- 1964 – Me parlano 'e te/Rosa 'nfamità (La Voce del Padrone, 7 m² 1921)
- 1964 – Scalinatella/Canzona appassiunata (La Voce del Padrone, 7 m² 1922)
- 1964 – Te voglio bene assaie/Fenesta vascia (La Voce del Padrone, 7 m² 1927)
- 1965 – Lu guarracino/Totonno 'e quagliarella (La Voce del Padrone, 7 m² 1986)
- 1965 – Dduje giuramente/'O ritratto 'e Napule (La Voce del Padrone, 7 m² 1990)
- 1965 – 'A vita mia/Dint''e suonne (La Voce del Padrone, 7 m² 1991)
- 1965 – Core napulitane/Schiavo d'ammore (La Voce del Padrone, 7 m² 1992)
- 1965 – Mare, mare, mare/'A frennesia (La Voce del Padrone, 7 m² 1993)
- 1966 – Suonno a Marechiaro/Canzone 'mbriaca (EMI/La Voce del Padrone, MQ 2022)
- 1966 – Lacreme napulitane/Serenata smargiassa (EMI/La Voce del Padrone, MQ 2041)
- 1966 – Ischia/'A mal'annummenata (EMI/La Voce del Padrone, MQ 2043)
- 1966 – Perdonami Maria/Datemi un poco di sole (EMI/La Voce del Padrone, MQ 2056)
- 1966 – Scriveme/E invece sì tu (EMI/La Voce del Padrone, MQ 2058)
- 1966 – Bella/Ma pecchè (EMI/La Voce del Padrone, MQ 2059)
- 1967 –  'O ritratto 'e Nanninella/Luna rossa (EMI/La Voce del Padrone, MQ 2078)
- 1967 –  O Vesuvio/Bene mio (EMI/La Voce del Padrone, MQ 2097)
- 1967 – Mia/Primma ca tu nascive (EMI/La Voce del Padrone, MQ 2098)
- 1968 – Mandulino ammore mio/'A luna (EMI/La Voce del Padrone, MQ 2125)
- 1968 – Bandiera bianca/Nun dirme addio (EMI/La Voce del Padrone, MQ 2136)
- 1968 – Serenata azzurra/Canzona napulitana (EMI/La Voce del Padrone, MQ 2137)
- 1969 – Scetate/La tarantella (EMI/La Voce del Padrone, MQ 6503)
- 1969 – L'ultima sera/'Nnammurata busciarda (S.N.D. Record, NP 7001)
- 1969 – Ciente appuntamente/Giuvanne simpatia (S.N.D. Record, NP 7002)
- 1970 – Il sole è nato a Napoli/Ll'ultimi rrose (Sound, SD 5001)
- 1970 – Quanno sponta primmavera/'A straniera (Sound, SD 5002)
- 1971 – Marechiare/Lu cardillo (Sound, 20002)
- 1971 – Che t'aggia dì/Mierolo affurtunato (Sound, 20004)
- 1971 – Funiculì funiculà/Luna nova (Sound, 20006)
- 1971 – Nun me scetà/Io, 'na chitarra e 'a luna (Sound, 20009)
- 1971 –  'Na bruna/'Na parola (Sound, 20020)
- 1973 – Tammurriata nera/Palcoscenico (Amico, ZF 50274)
- 1976 – Napule nun t'ò scurdà/Masaniello (CAM, AMP 183)
- 1981 – Napule è mille ferite/Che le conto? (GM, 4501)

### Album
- 1961 – I grandi successi di Sergio Bruni (La Voce del Padrone, QELP 8032)
- 1963 – Pentagramma Napoletano (La Voce del Padrone, QELP 8080)
- 1965 – Napule Napule Na'... (La Voce del Padrone, QELP 8120)
- 1966 – 'O ritratto 'e Napule (La Voce del Padrone, QELP 8153)
- 1967 – Omaggio a Vian (La Voce del Padrone, QELP 8165)
- 1967 – Pentagramma napoletano n° 3 (La Voce del Padrone, QELP 8175)
- 1970 – Bruni Special (EMI Italiana, 3C064-17279)
- 1970 – Bruni Special n° 2 (EMI Italiana, 3C064-17643)
- 1971 – 'Ncopp' a ll'onna (EMI Italiana, 3C064-17741)
- 1972 – Suonno a Marechiare (EMI Italiana, 3C048-51452)
- 1973 – Canti nuovi (EMI Italiana, 3C048 17898)
- 1973 – Le più belle canzoni italiane (Amico, ZSKF 55132)
- 1973 – La grande canzone (Amico, ZSKF 55329)
- 1976 – Levate 'a maschera Pulicenella (CAM, Lucky Planets, LKP 742)
- 1980 – Suonno 'e fantasia (Dischi Ricordi - Serie Orizzonte, ORL 8424)

### Raccolte
- 1991 – Antologia della Canzone Napoletana, Vol.1 (Zeus record, MC:ZS2914)
- 1991 – Antologia della Canzone Napoletana, Vol.2 (Zeus record, MC:ZS2924)
- 1991 – Antologia della Canzone Napoletana, Vol.3 (Zeus record, MC:ZS2934)
- 1991 – Antologia della Canzone Napoletana, Vol.4 (Zeus record, MC:ZS2944)
- 1991 – Antologia della Canzone Napoletana, Vol.5 (Zeus record, MC:ZS2954)
- 1991 – Antologia della Canzone Napoletana, Vol.6 (Zeus record, MC:ZS2964)
- 1991 – Antologia della Canzone Napoletana, Vol.7 (Zeus record, MC:ZS2974)
- 1991 – Antologia della Canzone Napoletana, Vol.8 (Zeus record, MC:ZS2984)
- 1991 – Antologia della Canzone Napoletana, Vol.9 (Zeus record, MC:ZS2994)
- 1991 – Antologia della Canzone Napoletana, Vol.10 (Zeus record, MC:ZS3004)
- 1991 – Antologia della Canzone Napoletana, Vol.11 (Zeus record, MC:ZS3014)
- 1991 – Antologia della Canzone Napoletana, Vol.12 (Zeus record, MC:ZS3024)
- 1994 – Sergio Bruni - La voce di Napoli (EMI, 7243 8 31219 2 2)
- 2004 – Com'era bello il Festival della Canzone Napoletana, vol.4 (Mea sound, CD:MEACD 621) con Mario Trevi
- 2004 – Com'era bello il Festival della Canzone Napoletana, vol.5 (Mea sound, CD:MEACD 622) con Mario Trevi
- 2004 – Com'era bello il Festival della Canzone Napoletana, vol.6 (Mea sound, CD:MEACD 623) con Mario Trevi
- 2004 – Com'era bello il Festival della Canzone Napoletana, vol.7 (Mea sound, CD:MEACD 624) con Mario Trevi

## Filmografia
- Serenata a Maria, regia di Luigi Capuano (1957)
- Che cosa è successo tra mio padre e tua madre? (Avanti!) regia di Billy Wilder (1972)
- Il viaggio, regia di Vittorio De Sica (1974)[8]